# Phoroncidia fumosa
Phoroncidia fumosa là một loài nhện trong họ Theridiidae.
Loài này thuộc chi Phoroncidia. Phoroncidia fumosa được Hercule Nicolet miêu tả năm 1849.